# Ilha Roxa
Ilha Roxa är en ö i Guinea-Bissau. Den ligger i den sydvästra delen av landet, 70 km söder om huvudstaden Bissau. Arean är 111 kvadratkilometer.
Terrängen på Ilha Roxa är platt. Öns högsta punkt är 49 meter över havet. Den sträcker sig 15,7 kilometer i nord-sydlig riktning, och 14,3 kilometer i öst-västlig riktning.